# Edmond de Rothschild
Barão Abraham Edmond Benjamin James de Rothschild (19 de agosto de 1845 – 2 de novembro de 1934) foi um membro francês da família bancária Rothschild. Um forte apoiador do assentamento judeu na Palestina, suas grandes doações forneceram apoio significativo à Primeira Aliá, que ajudou a levar ao estabelecimento do Estado de Israel—onde ele é simplesmente conhecido como "O Barão Rothschild", "HaBaron" (lit.  "O Barão"), ou "Hanadiv Hayeduah" (lit.  "O nobre doador").

## Primeiros anos
Rothschild nasceu no subúrbio parisiense de Boulogne-Billancourt, Hauts-de-Seine, o filho mais novo de James Mayer Rothschild e Betty von Rothschild. Cresceu como filho do patriarca do ramo francês da dinastia bancária Rothschild no mundo da Segunda República e do Segundo Império, e serviu na "Garde Mobile" durante a Guerra Franco-Prussiana.

## Interesses artísticos e filantrópicos

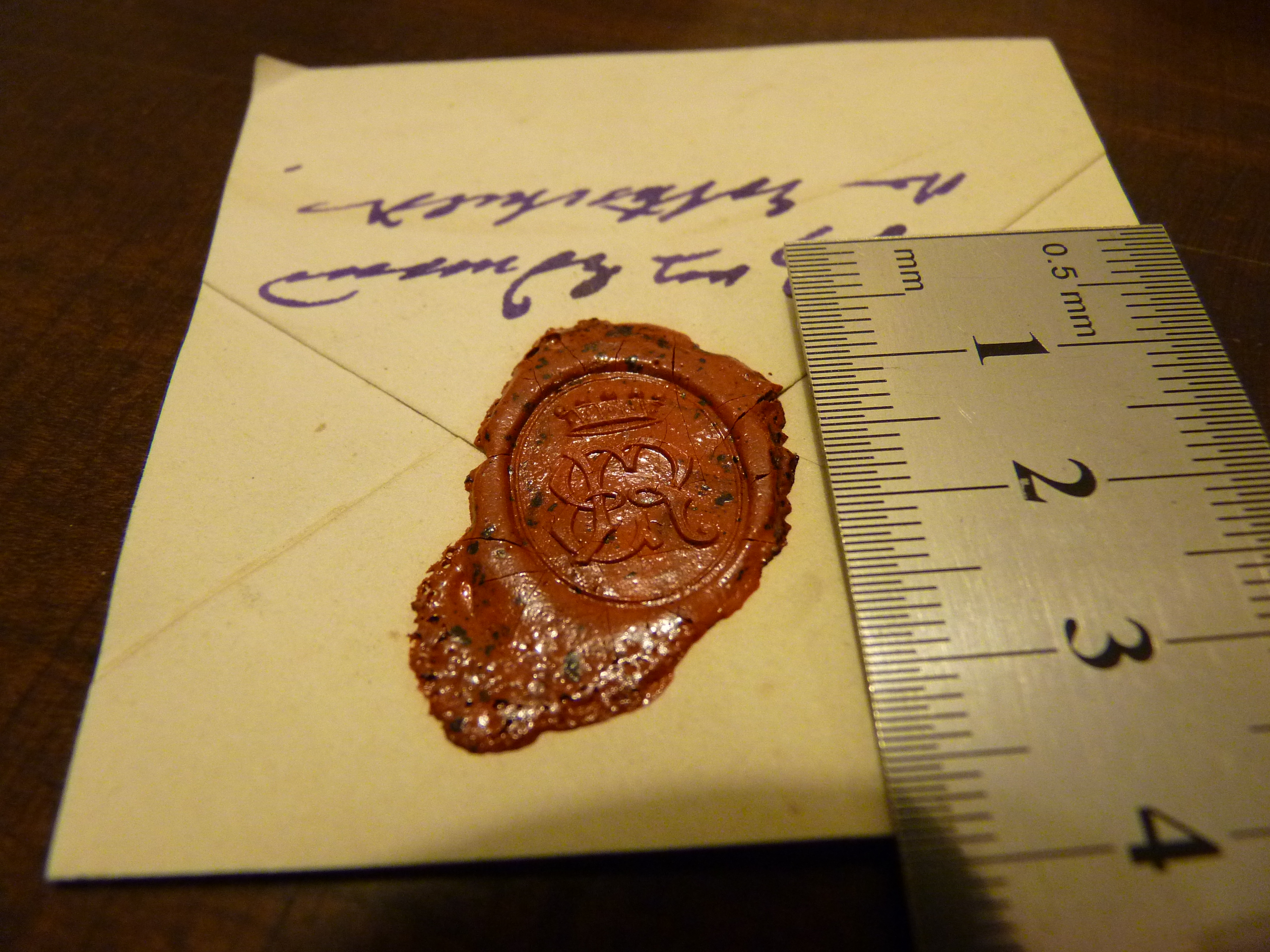
Selo de cera de Edmond de Rothschild com seu monograma e uma coroa heráldica simbolizando seu título de barão

### Arte, ciência e academia
Edmond de Rothschild herdou o Château Rothschild em Boulogne-Billancourt e, em 1877, adquiriu o Château d'Armainvilliers em Gretz-Armainvilliers, no Seine-et-Marne.
Edmond teve pouca participação ativa no setor bancário, mas dedicou-se a interesses artísticos e filantrópicos, ajudando a fundar instituições de pesquisa científica como o Instituto Henri Poincaré, o Instituto de Biologia Físico-Química, o precursor do Centro Nacional de Pesquisa Científica, a Casa de Velázquez em Madrid e o Instituto Francês de Londres. Em 1907, como membro cofundador, também forneceu fundos e apoio para a criação da Sociedade dos Amigos do Museu Nacional de História Natural da França. Foi membro da Academia de Belas Artes da França e, por meio dela, patrocinou escavações arqueológicas de Charles Simon Clermont-Ganneau no Egito, Eustache de Lorey na Síria Otomana e Raymond Weill na Palestina.
Edmond de Rothschild adquiriu uma importante coleção de desenhos e gravuras que legou ao Museu do Louvre, composta por mais de 40 000 gravuras, cerca de 3 000 desenhos e 500 livros ilustrados. Incluídos nessa doação estavam mais de cem gravuras e desenhos de Rembrandt. Parte de sua coleção de arte foi legada a seu filho James A. de Rothschild e agora faz parte da coleção do National Trust em Waddesdon Manor. No entanto, em 1882, Edmond reduziu suas compras de arte e começou a adquirir terras na Palestina Otomana. Rothschild também patrocinou escavações arqueológicas, incluindo as realizadas por Judith Marquet-Krause em Et-Tell.

### Viagens pelo mundo
Em 1898, ele encomendou ao arquiteto naval George Lennox Watson da Fairfield Shipbuilding and Engineering Company a construção do enorme iate a vapor de luxo SY 'Atmah' (1665 toneladas), no qual ele e seus filhos viajaram pelo mundo até 1939.

### Sionismo

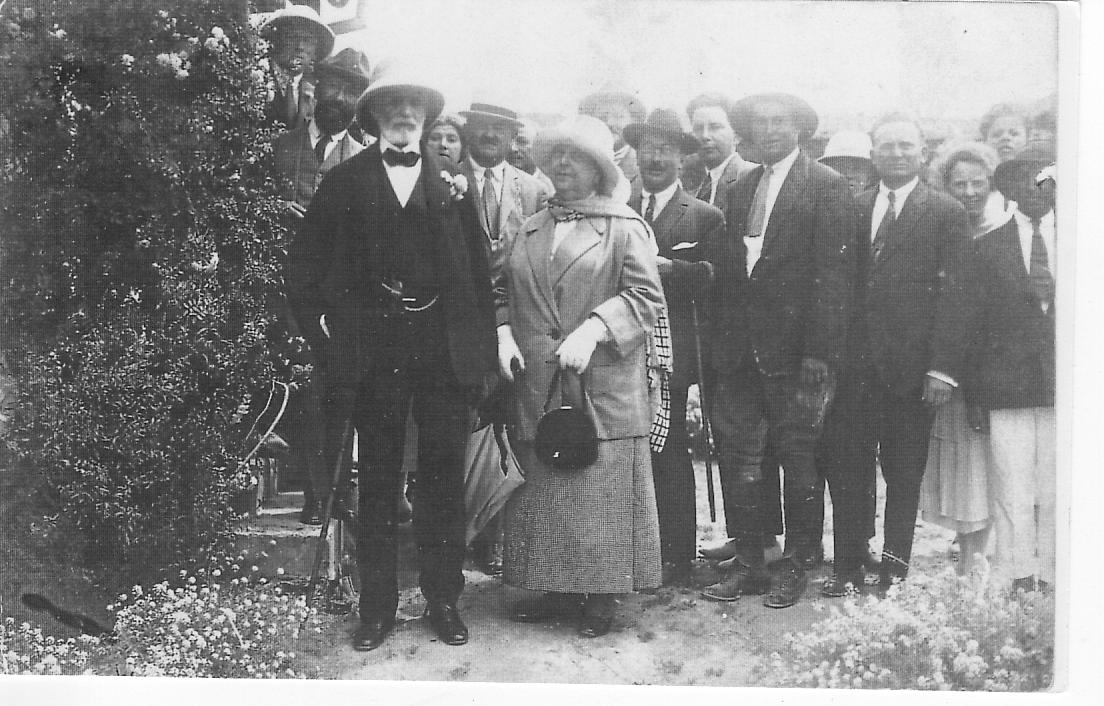
Visita de Adelheid e Edmond James de Rothschild à Palestina em 1914

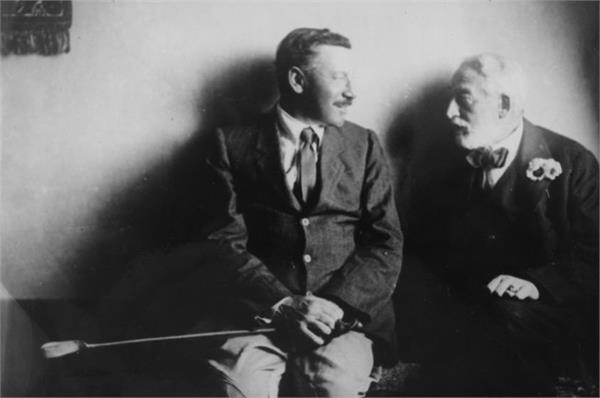
Edmond de Rothschild com o Alto Comissário Herbert Samuel, Palestina, 1920

Embora tenha permanecido separado do movimento sionista e "rejeitado o sionismo institucional e ideológico", o Barão Rothschild tornou-se um ávido apoiador do assentamento judeu na Palestina, financiando o local em Rishon LeZion. Em seu objetivo de estabelecer a Palestina como um lar para o assentamento judeu, ele promoveu a industrialização e o desenvolvimento econômico. Em 1924, ele estabeleceu a Associação de Colonização Judaica da Palestina (PICA), que adquiriu mais de 125 000 acres (50 586 ha) de terra e criou empreendimentos comerciais.
Edmond de Rothschild também desempenhou um papel fundamental na indústria vinícola de Israel. Sob a supervisão de seus administradores na Palestina Otomana, foram estabelecidas colônias agrícolas e vinhedos, e duas grandes vinícolas foram abertas em Rishon LeZion e Zikhron Ya'akov. Estima-se que Rothschild gastou mais de US$ 50 milhões no apoio aos assentamentos e financiou pesquisas em eletricidade por engenheiros, além de desenvolver uma usina geradora de energia.
Rothschild financiou uma fábrica de vidros que forneceria garrafas para suas vinícolas. Ele conheceu Meir Dizengoff em Paris e o escolheu para lançar e gerenciar a nova fábrica, chamada Mizaga. Dizengoff inaugurou a fábrica em Tantura em 1892 e a administrou por aproximadamente dois anos. Mizaga foi a primeira fábrica de propriedade judaica na Palestina Otomana.
De acordo com o historiador Albert M. Hyamson, "Rothschild reconheceu que o interesse primordial dos judeus da Palestina era a confiança e a amizade de seus vizinhos árabes. Os interesses dos cultivadores árabes das terras que ele comprou nunca foram negligenciados, mas, por meio do desenvolvimento, ele tornou essas terras capazes de sustentar uma população dez vezes maior do que antes". Embora Edmond de Rothschild nem sempre tenha apoiado um governo inclusivo—ele sugeriu em 1931 a Judah Magnes que "devemos mantê-los (os árabes) sob controle com mão forte"—ele reconheceu a importância da cogestão e da coexistência pacífica em uma carta de 1934 à Liga das Nações, afirmando que "a luta para pôr fim ao judeu errante, não poderia ter como resultado a criação do árabe errante".

## Vida pessoal
Em 1877, ele se casou com Adelheid von Rothschild de Nápoles, filha de Wilhelm Carl von Rothschild, um dos membros da família bancária Rothschild de Nápoles, com quem teve três filhos: James Armand Edmond, Maurice Edmond Karl e Miriam Caroline Alexandrine.

## Morte

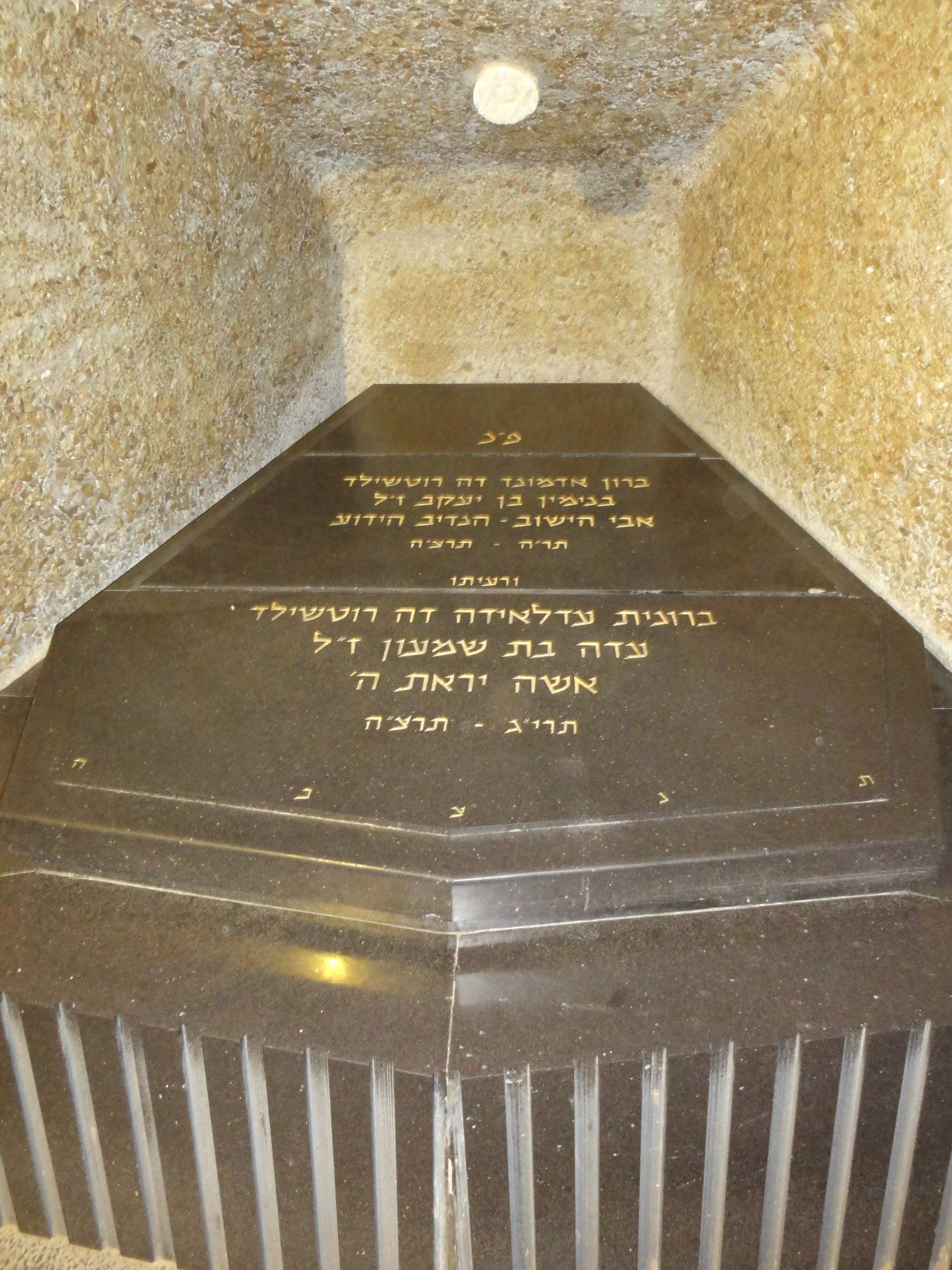
Túmulo do Barão Edmond de Rothschild em Ramat HaNadiv

Em 1934, Rothschild morreu no Château Rothschild, em Boulogne-Billancourt. Sua esposa faleceu um ano depois, em 29 de dezembro de 1935. Eles foram enterrados no Cemitério do Père-Lachaise, em Paris, até abril de 1954, quando seus restos mortais foram transportados para Israel a bordo de uma fragata naval.
No porto de Haifa, o navio foi recebido com sirenes e uma salva de 19 tiros. Um funeral de estado foi realizado, com o ex-primeiro-ministro David Ben-Gurion fazendo o elogio fúnebre, após o qual Rothschild e sua esposa foram reenterrados no topo de uma colina perto de Haifa, no que hoje é chamado de Ramat HaNadiv (As Alturas do Generoso), próximo às cidades de Zikhron Ya'akov (em Memória de Jacob, que é James em inglês) e Binyamina ("do pequeno Benjamin"), ambas as quais ele ajudou a financiar e são nomeadas em sua homenagem. O espaço aberto em Ramat HaNadiv e a instituição de caridade da família Rothschild Yad HaNadiv ("A mão do generoso" e também "A memória do generoso") também são nomeados em sua honra. A instituição de caridade foi iniciada em 1954, o ano em que os Rothschilds foram enterrados em Israel, para continuar o legado da filantropia anterior do Barão na Palestina e sua associação colonial, a PICA.

## Legado
Por sua filantropia judaica, o Barão Edmond ficou conhecido como "HaNadiv HaYadu'a" (hebraico para "O Benfeitor Conhecido" ou "O Benfeitor Famoso"), e, em sua memória, seu filho legou os fundos para a construção do edifício do Knesset.

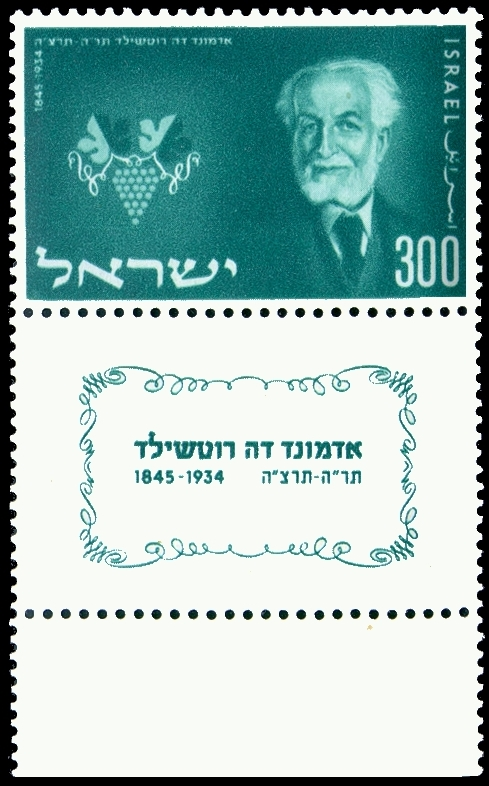
Selo postal israelense, 1954

A moeda do Dia da Independência de Israel em 1982/5742 é dedicada à memória de Edmond de Rothschild e marca o centenário de seus primeiros projetos em Israel. De 1982 a 1986, o Banco de Israel usou seu retrato na nota de 500 sheqel israelenses.
O Boulevard Rothschild em Tel Aviv leva seu nome, assim como várias localidades em Israel que ele ajudou a fundar. Rishon LeZion, a cidade que ele ajudou a fundar, nomeou uma de suas ruas centrais como Rua Rothschild, e em 1996 foi construído o Rothschild Mall. Também leva seu nome o Parc Edmond de Rothschild (Parque Edmond de Rothschild) em Boulogne-Billancourt.